# Франсиско Мария де Паула Тельес-Хирон-и-Бенавидес
Франсиско Мария де Паула Тельес-Хирон-и-Бенавидес (исп. Francisco María de Paula Téllez-Girón y Benavides; 11 марта 1678, Мадрид — 3 апреля 1716, Париж) — испанский дворянин и военный, который был 6-м герцогом Осуна, 6-м маркизом Пеньяфьель и 10-м графом Уренья.

## Биография
Он родился в Мадриде 11 марта 1678 года и был крещен 19 числа того же месяца в часовне Паласио-де-Уседа священником Диего де Сепеда-и-Кастро, а крестным отцом был его зять Хуан Франсиско Пачеко Тельес-Хирон, герцог Уседа. Второй и младший сын Гаспара Тельес-Хирона и Сандоваля (1625—1694), 5-го герцога Осуна (1656—1694), и его второй жены, Анны Антонии де Бенавидес Каррильо-и-Толедо, маркизы Карасены и графини Пинто (1653—1707).
После смерти отца 2 июня 1694 года он стал 6-м герцогом Осуна, 6-м маркизом Пеньяфьель и 40-м графом Уренья, а также унаследовал должности главного камареро короля и главного нотариуса королевства Кастилия.
Он был кавалером Ордена Калатравы с 14 сентября 1694 года, званием ключника того же ордена, командором Усагре в ордене Сантьяго, генерал-майором королевских армий и камер-юнкером короля Карлоса II. 12 декабря 1700 года в Амбуазе (Франция) он принес присягу новому государю Испании Филиппу V. Он также сопровождал его в Версаль, где 17-го числа он отдал дань уважения французскому монарху, дофину, герцогиням Бургундскому и Орлеанскому. 24 декабря он смог вернуться с Филиппом и оставался с ним на протяжении всей поездки в Мадрид. Там, как гранд Испании, он привел его к присяге в кортесах 8 мая 1701 года. Затем он отправился в его эскорте 5 сентября в Сарагосу и сопровождал нового короля в течение всего дня в Каталонии и во время его путешествия по Италии, начиная с 8 апреля 1702 года, как первый джентльмен королевской палаты. 6 апреля он был одним из свидетелей, санкционировавших указ о назначении королевы лейтенантом и генерал-губернатором Арагона.
12 июля 1704 года, уже будучи драгунским полковником, монарх назначил герцога Осуну капитаном первой испанской роты Guardias de Corps. Присутствовал при осаде Гибралтара (октябрь 1704 г. — апрель 1705 г.). Следуя королевскому приказу, в рамках войны за престолонаследие, 22 августа 1706 года он покинул Толедо, сопровождая королеву Марию Анну Нейбургскую, вдову Карла II, в город Байонну, на французской границе. В 1707 году он был назначен генерал-капитаном берегов Океанского моря и генерал-лейтенантом королевств Андалусии. В этот период он добился формирования полка ополчения Кармоны (при участии Марчены, Парадаса и Эстепы) и собрал за свой счет 3 апреля 1707 года полк драгун, командование которым он передал Диего Гонсалесу. Учитывая наступление португальцев в июле 1708 года на Пуэбла-де-Гусман и Ньебла, в августе он приказал собрать запасы зерна в местах, ближайших к Севилье, для содержания своих войск и помощи войскам Кадиса в случае крайней необходимости, хотя он встретился с оппозицией муниципального совета и собора.
В конце 1711 года король избрал его чрезвычайным послом и первым полномочным представителем на Утрехтском конгрессе, куда он отправился в 1713 году и 28 декабря 1711 года получил секретные инструкции. В сопровождении графа Бервика и маркиза Монтелеона, он подписал Утрехтский договор 13 июля 1713 года, а также мир между Испанией и Португалией 16 февраля 1715 года, будучи в то же время генерал-капитаном королевских армий. Хосе Антонио Альварес Баэна называет его одним из прославленных сыновей Мадрида.
Герцог Осуна скончался в Париже, в маленьком отеле d’Entragues на улице Конде, в пятницу, 3 апреля 1716 года, в возрасте всего 38 лет послом во Франции.

## Брак и потомство
Франсиско Мария де Паула женился 6 марта 1695 года в Паласио дель Кондестабле де Кастилия (Мадрид) на Марии дель Пилар и дель Росарио Ремихия Фернандес де Веласко (1678—1734), которая была единственной дочерью констебля Иньиго Мельчора Фернандеса де Веласко, 7-го герцога Фриаса (1629—1696), и его второй жены Марии Терезы де Бенавидес Давила-и-Корелла (ок. 1640—1702), герцогини Сегорбе и Кардона. Капитуляции за эту связь были сделаны в Мадриде 9 февраля 1695 года, перед Андресом де Кальтаньязором, между родителями невесты и самим герцогом Осуной и его матерью, и пара получила благословение на брак знаменитого кардинала Луиса Фернандеса Портокарреро.
Мария Ремихия, как её обычно называли, была 7-й маркизой де Берланга и де Тораль. Она составила завещание в Мадриде 30 ноября 1734 года в присутствии нотариуса Мануэля де Мерло и умерла в тот же день в своем дворце на улице Пьямонте. Она была похоронена 1 декабря следующего года в Королевском монастыре Богоматери Аточа.
У супругов не было сыновей, но родились две дочери:
- Мария Лусия Доминга де ла Консепсьон Тельес-Хирон-и-Фернандес де Веласко (13 декабря 1698—1759), которая была 8-й маркизой Фромиста, 6-й маркизой Карасены, 6-й графиней Пинто, маршалом Кастилии и, с 1734 года, 8-й маркизой Берланга, 8-й маркизой Торала. В 1727 году она вышла замуж за Франсиско Ксавьера Хуана Пачеко Тельес-Хирона Гомеса де Сандоваля, 6-го герцога Усда, маркиз Бельмонте и маркиза Менас Альбас (1704—1750)
- Мария Игнасия Доминга из Сан-Габриэль Тельес-Хирон и Фернандес де Веласко (род. 31 июля 1701), жена с 1733 года Хосе Франсиско Фернандеса де Кастро и Азлора, маркиза Кастропиноса.

Отсутствие правопреемства по мужской линии привело к судебному процессу о владении домом Осуна между его старшей дочерью Марией Домингой Тельес-Хирон-и-Веласко и его младшим братом Хосе Марией Тельес-Хирон-и-Бенавидесом, который был разрешен в пользу последнего в мае 1720 года.